# Гамета
Гаметы, или половые клетки, — репродуктивные клетки, имеющие гаплоидный (одинарный) набор хромосом и участвующие, в частности, в половом размножении. В гаплоидном наборе яйцеклетки половая хромосома всегда только Х, в гаплоидном наборе сперматозоида с почти равной вероятностью может быть либо Х-, либо Y-хромосома. При слиянии двух гамет в половом процессе образуется зигота, развивающаяся в особь (или группу особей) с наследственными признаками обоих родительских организмов, произведших гаметы.
У некоторых видов возможно и развитие в организме одиночной гаметы (неоплодотворённой яйцеклетки) — партеногенез.

## Морфология гамет и типы гаметогамии
Морфология гамет различных видов достаточно разнообразна, при этом продуцируемые гаметы могут различаться как по хромосомному набору (при гетерогаметности вида), так и по величине и подвижности (способности к самостоятельному передвижению), при этом гаметный диморфизм у различных видов варьирует в широких пределах — от отсутствия диморфизма в виде изогамии до своего крайнего проявления в форме оогамии.

### Изогамия
Если сливающиеся гаметы морфологически не отличаются друг от друга величиной, строением и хромосомным набором, то их называют изогаметами, или бесполыми гаметами. Такие гаметы подвижны, могут нести жгутики или быть амёбовидными. Изогамия типична для многих водорослей.

### Анизогамия (гетерогамия)
Гаметы, способные к слиянию, различаются по размерам, подвижные микрогаметы несут жгутики, макрогаметы могут быть как подвижны (многие водоросли), так и неподвижны (лишённые жгутиков макрогаметы многих протистов).

### Оогамия

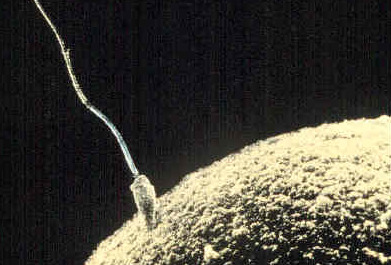
Сперматозоид и яйцеклетка

Способные к слиянию гаметы одного биологического вида резко различаются по размерам и подвижности на два типа: малые подвижные мужские гаметы — сперматозоиды — и крупные неподвижные женские гаметы — яйцеклетки. Различие размера гамет обусловлено тем, что яйцеклетки содержат запас питательных веществ, достаточный для обеспечения нескольких первых делений зиготы при её развитии в зародыш.
Мужские гаметы — сперматозоиды — животных и многих растений подвижны и обычно несут один или несколько жгутиков, исключением являются лишённые жгутиков мужские гаметы семенных растений — спермии, которые доставляются к яйцеклетке при прорастании пыльцевой трубки, а также безжгутиковые сперматозоиды (спермии) нематод и членистоногих.
Хотя сперматозоиды несут митохондрии, при оогамии от мужской гаметы к зиготе переходит только ядерная ДНК, а митохондриальная ДНК (а в случае растений и пластидная ДНК) обычно наследуется зиготой только от яйцеклетки.

## Эволюция гамет
В связи с полом эволюция гамет шла по их размеру и типу гаметности.

### Изогамия и анизогамия
Первый раз, когда существовала изогамия на уровне клеток, возникли конфликтные требования к их размерам. Чтобы произошло оплодотворение, гаметам необходимо найти друг друга. Необходимо также обеспечить зиготу достаточным запасом питательных веществ и защитными оболочками. При изогамии каждая гамета выполняет и консервативную (обеспечение зиготы ресурсами) и оперативную (поиск партнёра) функции. Имея одинаковые средние (с) размеры, изогаметы и то, и другое делают посредственно. Дифференциация по размеру позволяет мелким (м) гаметам лучше осуществлять поиск, а крупным (к) — обеспечение ресурсами, и сочетание к-м становится выгоднее, чем с-с. Поэтому эволюция гамет происходила, как правило, от изогамии к анизогамии.
Теория дисруптивного отбора Паркера. Если размер зиготы является достаточно важным для её выживания (у организмов с внешним оплодотворением), то эволюционно стабильной стратегией будет анизогамия. В таких случаях популяция, состоящая из самцов (производителей мелких гамет) и самок (производителей крупных гамет) будет стабильной. Теория дисруптивного отбора позволяет объяснить возникновение и поддержание раздельнополости у многих растений и некоторых животных с внешним оплодотворением.

### Тип гаметности и пол
Понятие пола связано с дифференциацией по размеру гамет, то есть к мужскому полу относят особей, которые производят мелкие подвижные гаметы, а к женскому — тех, которые производят крупные. При этом дифференциация по типу гаметности (гомо- — XX — или гетерогаметная конституция — XY) у некоторых видов может не совпадать с дифференциацией по размеру.
В процессе эволюции у большинства видов малые гаметы и гетерогаметная конституция XY оказались у мужского пола, а крупные гаметы и гомогаметная конституция XX — у женского. Это виды с гаметностью типа Drosophila. Напротив, у видов с гаметностью типа Abraxas (птицы, бабочки, моль, некоторые виды рыб и др.) направления этих дифференциаций не совпали. Яйцеклетки у женского пола гетерогаметны, а сперматозоиды у мужского — гомогаметны.

## Виды гамет[2]
Гаметы кроссоверные — гаметы, несущие хромосомы, претерпевшие кроссинговер в первом мейотическом делении.
Гаметы некроссоверные — гаметы, несущие хромосомы, которые не претерпели кроссинговера в первом мейотическом делении.
Гаметы сбалансированные — гаметы без дупликаций и нехваток, образовавшиеся у особей, гетерозиготных по транслокации.